# Калитки (присілок)
Калитки (рос. Калитки) — присілок Бокситогорського району Ленінградської області Росії. Входить до складу Єфімовського міського поселення.
Населення — 1 особа (2003 рік). 